# مونتانا
انضمت مونتانا أو مُنتانة إلى الاتحاد الأمريكي سنة 1889 لتصبح بذلك الولاية رقم 41 التي تنضم إلى الولايات الأمريكية المتحدة. وهي الرابعة من حيث كبر المساحة، والولاية رقم 44 من حيث عدد السكان. وكانت ولاية مونتانا أول ولاية أمريكية تعطي الحق للمرأة في التصويت، إذ بالرغم من كبر مساحة الولاية فإن تعداد سكانها هو نحو المليون نسمة فقط مما يجعلها من أقل الولايات الأمريكية كثافة سكانية.
تقع مونتانا في شمال الولايات المتحدة على الحدود مع كندا. توجد الكثير من القمم الجبلية (من سلسلة جبال روكي الشمالية) في الأجزاء الغربية من الولاية، وقد أكسبت هذه الجبال الولاية اسمها حيث أن كلمة (montaña) بالإسبانية تعني الجبل. تحوي ولاية مونتانا نهر رو أحد أصغر الأنهار في العالم.
اقتصاد الولاية قائم بالأساس على الزراعة وقطع الأشجار واستخراج المعادن. كما أن في الولاية بعض أهم المزارات السياحية الأمريكية مثل «منتزه نهر الجليد الوطني» (منتزه جلاسير الوطني) وثلاثة من أصل خمسة مداخل لمنتزه يلوستون الوطني وموقع معركة لتل بيج هورن، الأمر الذي جعل الولاية مقصد ملايين الزوار كل عام.

## توأمة
لمونتانا اتفاقيات توأمة مع:
- كوماموتو (22 يوليو 1982 -)

## أعلام
- برينت ويكس
- أندرو جاي كامينز
- جيمس تايلر كينت
- تي هي
- توماس كاستر
- ألجيرنون سميث
- جيمس ايزكيل بورتر
- دنيس ميدوز
- جورج مونتجومري
- كيندال كروس
- دينيس ديميتروف
- ديف ماكنالي